# Grzejnik Faviera

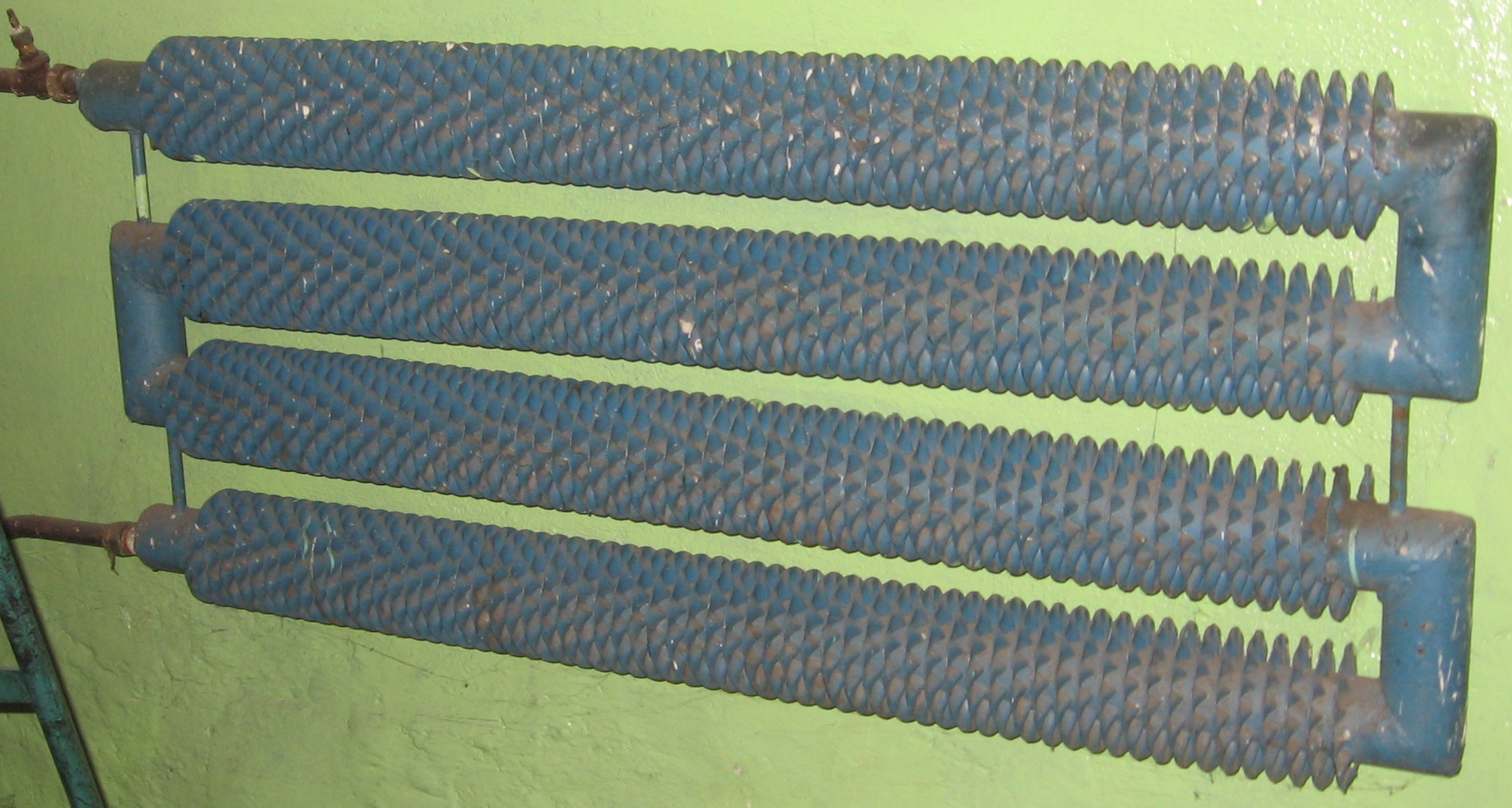
poczwórny grzejnik Faviera; rura stalowa ⌀ 3, długość ok. 1,5 m

Grzejnik Faviera, konwektorowy grzejnik żebrowy – konstrukcja grzejnika, składającego się z rury i nałożonej na nią z zewnątrz wstęgi z blachy; wstęga ta ukształtowana jest w ten sposób, że tworzy formę sprężyny śrubowej, która ciasno nałożona na rurę (przylegająca do rury nie swoją płaszczyzną, tylko krawędzią) pełni rolę radiatora (rozpraszacza ciepła). Zwinięcie blachy w ten sposób powoduje, że taśma jest mocno pofałdowana, co efektywnie zwiększa jej powierzchnię i przez to poprawia rozpraszanie ciepła. Przemieszczaniu się zwiniętej spiralnie wstęgi po rurze zapobiega przyspawanie (lub przylutowanie, jeśli grzejnik wykonany jest np. z miedzi) końcówek wstęgi do rury.
Ze względu na prostotę konstrukcji grzejniki Faviera w przeszłości powszechnie stosowano w instalacjach grzewczych budynków przemysłowych, a także w pawilonach handlowo-usługowych, magazynach, halach sportowych (rzadziej w mieszkalnych, m.in. ze względu na to, że są niezbyt estetyczne).
Typowy grzejnik Faviera zbudowany może być ze stalowej rury średnicy od 0,75 do 4 cali i stalowej wstęgi szerokości 1-3 cm nałożonej na nią tak, że całość ma zewnętrzną średnicę do ok. 15-18 cm; skok zwoju zwiniętej śrubowo wstęgi może mieć do ok. 2 cm. Wlot i wylot medium grzewczego znajdują się na przeciwległych końcach rury. Moc tak skonstruowanego grzejnika Faviera proporcjonalna jest do jego długości, wynosi dla typowych parametrów eksploatacyjnych przy ogrzewaniu wodnym do około 500 watów na każdy metr długości grzejnika dla typowych konstrukcji z rury o średnicy 3 cali. Zazwyczaj grzejniki Faviera umieszcza się poziomo, około metr nad podłogą. Czasem, kiedy zachodzi potrzeba rozpraszania znacznej mocy (i gdy warunki lokalowe uniemożliwiają instalację pojedynczej długiej rury), instaluje się dwa lub więcej grzejników Faviera jeden pod drugim.
Obecnie stosowane znacznie rzadziej, m.in. ze względu na fakt, że do ich napełnienia i funkcjonowania potrzebna jest dość duża (w porównaniu z innymi odmianami grzejników) objętość medium grzewczego. Konstruowane są jednak nadal, ale nierzadko o mniejszych średnicach i z metali innych niż stal (głównie z miedzi).
Podobne konstrukcje w mniejszej skali stosowane bywają jako wymienniki ciepła także w różnego rodzaju urządzeniach, np. w gazowych podgrzewaczach wody przepływowej, przy czym niekiedy ich rola nie sprowadza się do ogrzewania (emisji ciepła), lecz wręcz odwrotnie: do chłodzenia (np. w niektórych lodówkach).
Grzejnik  rurowo-żebrowy został opatentowany przez Janusza Dżygadłę, Bogdana Pietrzaka i Romana Kwiatka ze Spółdzielni Pracy „Metalowiec" w Olsztynie.
W terminologii angielskojęzycznej grzejnik Faviera nazywany bywa określeniem finned tube radiator (dosłownie „grzejnik z żebrowanej rury”).